# 河野俊明
河野 俊明（こうの としあき、1945年1月24日 ‐ ）は日本の元政治家。元石井町長。大阪府堺市出生、徳島県石井町出身。石井町立石井小学校、石井町立石井中学校、徳島県立名西高等学校卒業。

## 経歴
徳島県立名西高等学校卒業。高校卒業後、四国コカ・コーラボトリングに入社し9年間勤務。その後、いくつかの会社を設立し、代表取締役などに就任。
2007年より石井町長選挙に出馬し、初当選。任期中に石井町長暴行事件で注目され、暴行罪の刑事処分について徳島地検は不起訴処分とするも徳島検察審査会によって強制起訴となり、2015年4月に科料9000円の有罪判決が確定した。石井町長は2期務めるも3期目を目指した2015年町長選挙では落選した。

## 石井町長としての功績
- 財政改革により100億円の改善。地方債の残高を約35億円減少させ、現在は60億円。基金の残高は約17億円増加させ、現在51億円。職員数は23人減少し、現在215人となっている。また、入札の適正化、石井ドームを民間に委託する等して48億円削減している。
- 前町政時代の膿を出し切り、暴力団が関与していたり、町長の親類が町の業務を請け負って、入札落札率が99.9％だったのを改善する。汚職に関与していた現職の町議会議員を2人逮捕等町政の健全化に努めた。
- 町の花である藤の妖精「ふじっこちゃん」のゆるきゃらを誕生させ、町のPRに努めている。
- 子育て応援日本一を掲げ、転入者が大幅に増加。削減した費用は子育てやお年寄りの対策へ。
- 第二子以降の保育料無料、中学校卒業まで医療費助成、高齢者の肺炎球菌ワクチン無料、癌検診の無料化など、先進的政策を実行している。
- 現在2期8年の多選自粛条例を制定し、町長の政治倫理条例等、斬新なアイディアと政策で話題を振りまいて活躍中であり、3期目の出馬を要請する町民の声も上がっていた。